# Canadian Review of American Studies
Die Canadian Review of American Studies ist eine seit 1970 erscheinende kanadische Fachzeitschrift für Amerikanistik.
Sie wird von der Canadian Association for American Studies mit Unterstützung der Carleton University in Ottawa herausgegeben und erscheint dreimal jährlich im Verlag University of Toronto Press. Eigenen Angaben zufolge ist Canadian Review of American Studies die führende amerikanistische Fachzeitschrift außerhalb der Vereinigten Staaten und auf die interdisziplinäre Analyse der Kultur der Vereinigten Staaten unter besonderer Berücksichtigung des Kulturaustauschs mit Kanada spezialisiert. Beiträge in der Zeitschrift werden sowohl auf Englisch als auch Französisch verfasst. Verantwortliche Herausgeberin ist seit Oktober 1999 Priscilla L. Walton, Professorin an der Carleton University und Autorin. Die Zeitschrift wird auch vom Social Sciences and Humanities Research Council der kanadischen Bundesregierung mitfinanziert.
Online sind sämtliche Ausgaben kostenpflichtig über das Project MUSE einsehbar. Bezieher der Zeitschrift mit Wohnsitz in Kanada sind automatisch auch Mitglieder in der Canadian Association for American Studies.